# Footgolf

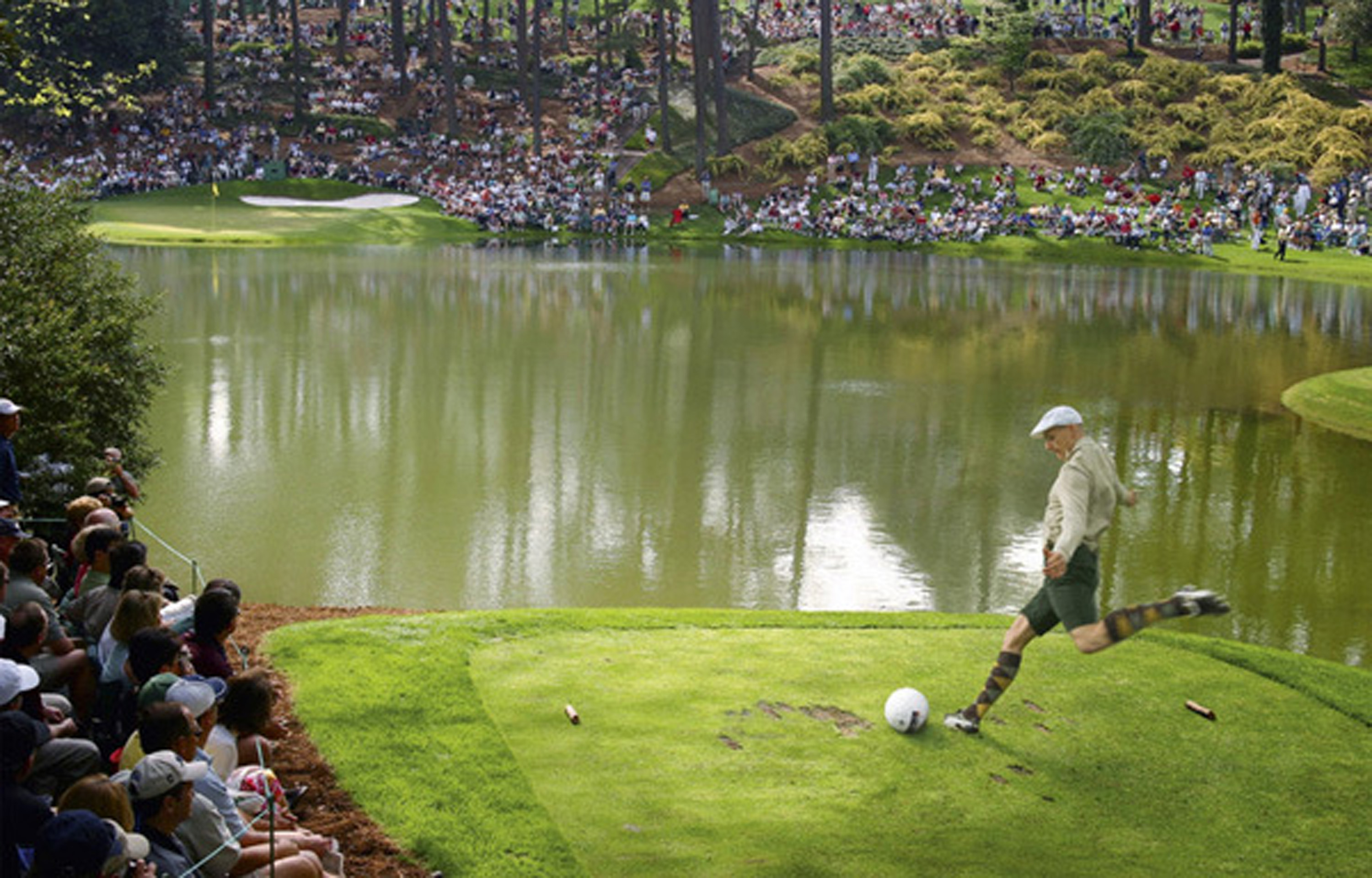
A footgolf játékosnak a pálya végén található lyukba kell juttatnia az egyedi jelzéssel ellátott futball-labdáját

A footgolf egy szabadtéri sport, melynek fő célja, hogy a játékosnak egy  5-ös méretű futball-labdát kell a lehető legkevesebb számú rúgással eljuttatnia az elrúgó helynek kijelölt lapos területről (teeing ground) a pályaszakasz végén található lyukba. A játék szabályainak alapjait a golf sportág adja (ruházat, labda, cipő, a pályákkal szembeni követelmények, etikett ), míg a labda irányításához szükséges különféle rúgótechnika és lövőerő a labdarúgás gyakorlásával sajátítható el. Amikor egy játékos rúg, a többi versenyzőnek tilos a labda vagy a lyuk közelében tartózkodnia. A lyuk 50-52 centiméter átmérőjű, és minimum 28 centiméter mély lehet.

## Történelem
- 1735-ben megalakul az első golfklub a világon: a skóciai Royal Burgess Golf Society
- 1863-ban megalakul az első labdarúgó-szövetség: az angliai The Football Association (FA)
- 2009-ben a két világszerte népszerű sportágból kialakul a footgolf sport
- 2009-ben megalakul az első magyar sport egyesület, Első Magyar Footgolf Sportegyesület
- 2010 Első footgolf rendezvény Magyarországon  Pólus Palace Thermal Wellness Golf Club - Göd
- 2010-es évtől amatőr footgolf verseny sorozat
- 2012 sportág első Világbajnoksága, amely Magyarországon lett megrendezve
- 2012 Nemzetközi Footgolf Szövetség hivatalos megalakulása Magyarországon  - Federation For Interenational Footgolf - www.fifg.org
- 2014-től Országos Footgolf Versenysorozat
- 2014-től Europai Versernysorozat indítása - European Footgolf Tour néven
- 2016 Sportág II. Világbajnoksága -Argentinában
- 2016 Magyar Footgolf Szövetség bejegyzésre kerül - és 14 taggal kezdi meg a 2017-es Országos Footgolf Bajnokságot

A szabályokat legelőször Hollandiában publikálták, így onnan eredeztethető a játék.

## Szabályok

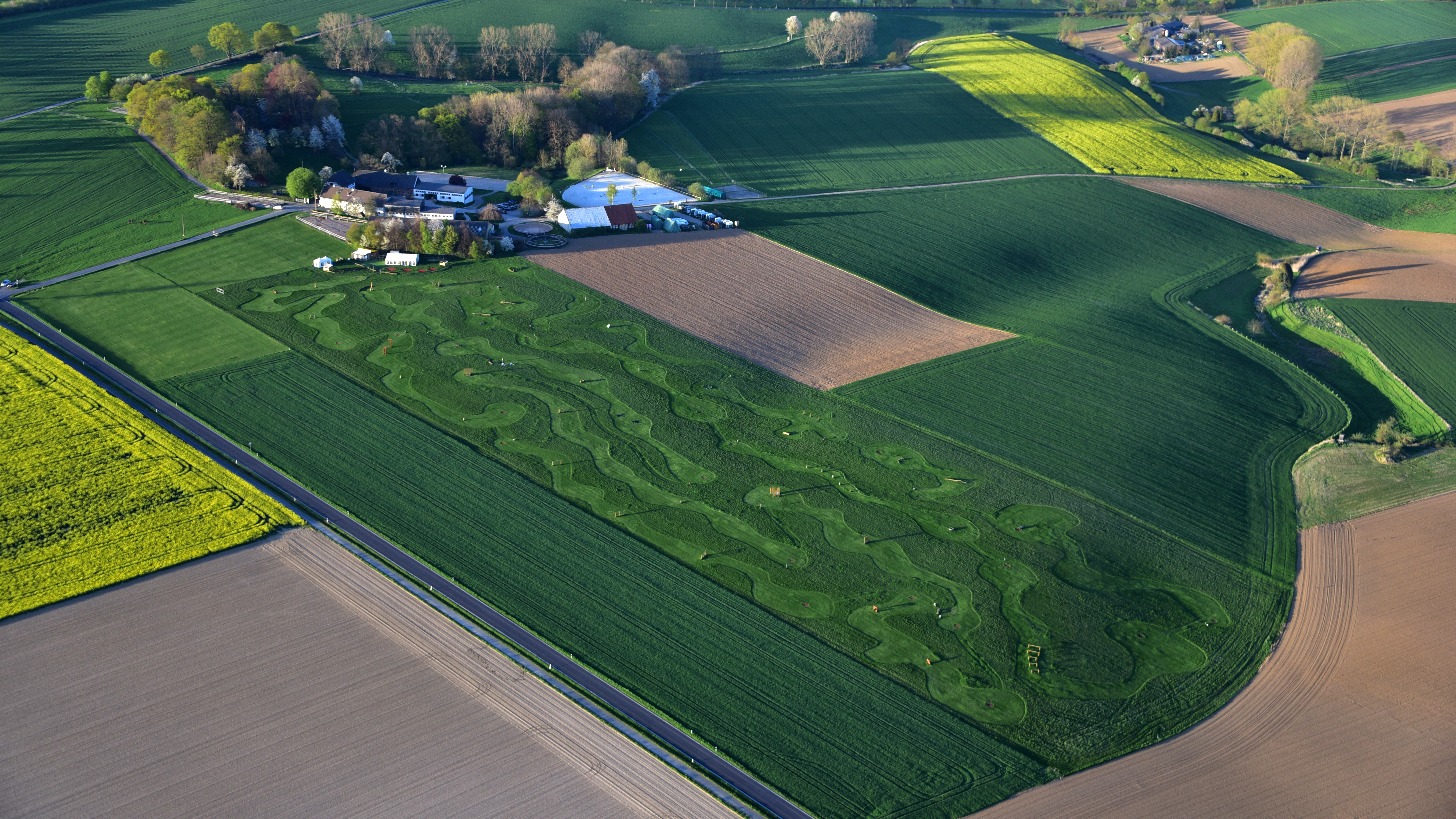
Footgolf pálya, Németország

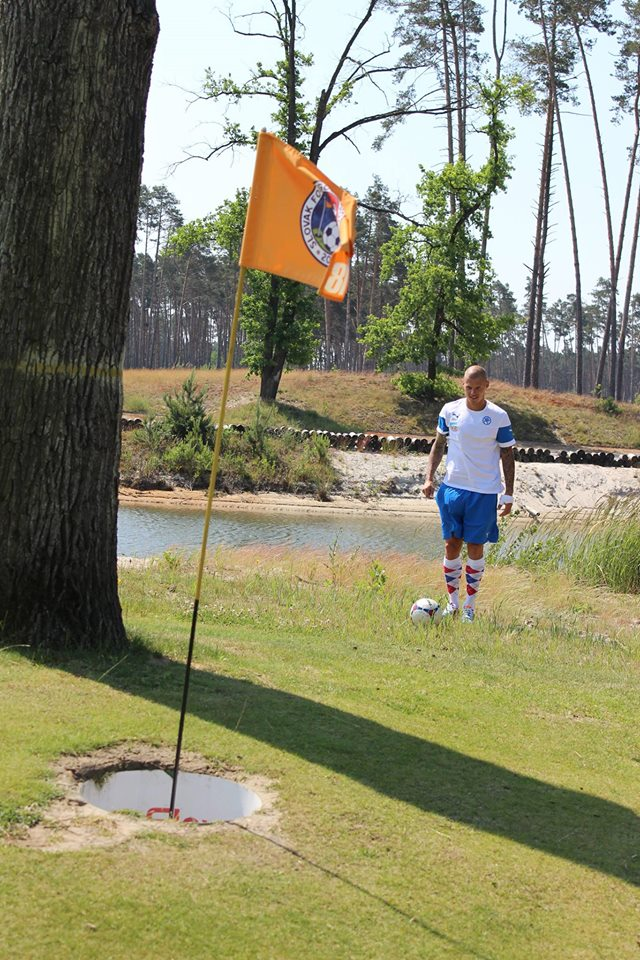
Footgolf játékos és a lyuk

A footgolf fő célja, hogy egy futball-labdát a lehető legkevesebb számú rúgással eljuttassanak az elrúgó helynek kijelölt (teeing ground) lapos területről egy lyukba. A footgolfpálya 9–18 részből áll, míg a gyakorló pálya 6–9 részből tevődik össze. Minden részhez párosul egy szám (par), ami megmutatja, hogy egy kitűnő footgolfjátékos hány rúgásból tudja teljesíteni a pályát.
A footgolfban a játékosok a lábukkal rúgják a labdát mindaddig, amíg a célként megjelölt lyukba nem továbbítják. Ez akkor számít sikeresnek, ha a labda a teljes terjedelmével a föld felszíne alatt helyezkedik el.

### A labda
A megfelelő labda 5-ös méretű, melynek körkerülete 68–70 cm és 410-450 g súlyú. A játékosok felelőssége, hogy mindig megfelelő labdával játsszanak. Minden játékos el kell látnia a labdáját egy egyedi jelzéssel, hogy meg lehessen különböztetni őket egymástól.
Ha nem sikerül a pálya végén található lyukba juttatni a labdát, akkor a játékost diszkvalifikálják. A labdát csak két kör között lehet kicserélni, kivéve, ha elvesztik vagy nem alkalmas többé a játékra.

### Rúgások
A kezdőrúgás csak és kizárólag a földről történhet. A játékosok bármelyik lábukkal (bal, jobb) elvégezhetik a rúgásokat. A rúgásokat az alább felsorolt lábrészekkel lehet elvégezni:
1. teljes lábfejjel / csüd
2. belső
3. külső
4. csőr / lábujjhegy
5. sarok

Megjegyzés: mindennemű kontakt a labdával egy rúgásnak számít.

### Eredmények nyilvántartása
Minden rúgás után a játékvezető (Marshall) strigulát húz a pontozó lapra (score card), majd a pálya befejezése után összesíti az eredményt. Miután a játékosok teljesítettek minden pályát, a játékvezető összeadja minden egyes játékos pontszámát, aláírásával hitelesíti az eredményt, majd leadja a score kártyát a verseny szervezőinek. A játékosnak természetesen van lehetősége, hogy megnézze az elért eredményét.
Bármilyen csalás esetén a játékost a verseny szervezői kizárhatják a versenyből.

## Formái
A footgolf játéknak két fő formája van: a Stroke play (rúgásszám szerinti játékforma) és a Match play (szakaszok szerinti játékforma). Stroke play esetén a játékosok minden pálya összes rúgásszámát összeadják, és az nyer, aki a legkevesebb rúgásból teljesíti a pályát.
A Match play viszont szakaszok szerinti játékforma, ahol a megnyert lyukak, illetve szakaszok száma dönt. Ennek előnye a rúgásszám szerinti versenyekkel szemben, hogy egy nagyon elrontott szakasz is csak egy lyuk veszteséget jelent.